# Myrcianthes orthostemon
Myrcianthes orthostemon là một loài thực vật có hoa trong Họ Đào kim nương. Loài này được (O.Berg) Grifo mô tả khoa học đầu tiên năm 1993.